# Johann von Savoyen
Johann von Savoyen († 7. Februar 1522 in Pinerolo) war von 1513 bis 1522 Bischof von Genf.

## Leben
Johann war der illegitime Sohn von Franz von Savoyen, Genfer Bischof von 1484 bis 1490. Er war Apostolischer Protonotar, Kommendatarabt in Pinerolo, Prior von Sillingy und Kanoniker in Turin. Von 1507 bis 1508 während des Episkopats seines Onkels Philipp von Savoyen, war er Generalvikar in Genf.
Nach dem Tod von Charles de Seyssel wählte das Genfer Domkapitel am 12. oder 13. April 1513 den Genfer Domherrn Aymon de Gingins zum Bischof. Papst Leo X. verweigerte die Bestätigung und ernannte, auf Wunsch von Herzog Karl III. von Savoyen, stattdessen Johann am 15. Juli 1513 zum Bischof von Genf. 1514 gehörte er der savoyischen Gesandtschaft bei der Hochzeit von Claude de France mit dem zukünftigen König Franz I. von Frankreich an. Er überließ 1515 Karl III. von Savoyen die weltliche Herrschaft über Genf, was jedoch vom Kardinalskollegium nicht bestätigt wurde.
Im Frühjahr 1520 zog er sich aufgrund einer Erkrankung in die Abtei in Pinerolo zurück. Er bestimmte Pierre de La Baume zum Koadjutor mit Nachfolgerecht und Administrator des Bistums Genf. Er starb am 7. Februar 1522 in Pinerolo und wurde dort in der von ihm gestifteten Kapelle Saint-Luce in der Abteikirche Notre-Dame bestattet.